# Dirk Durrer

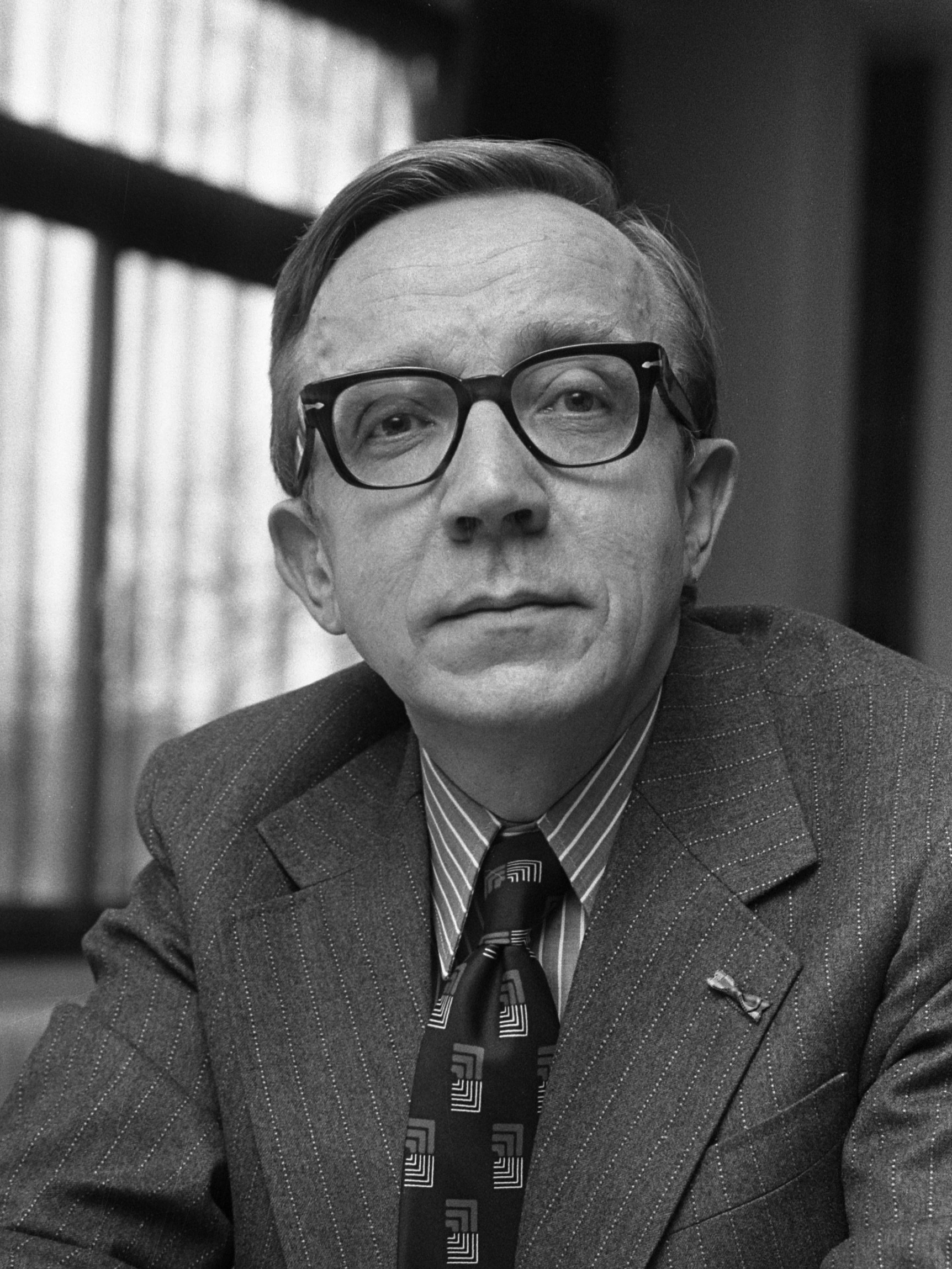
Prof Dirk Durrer, hoofd van de cardiologische kliniek van het Wilhelmina Gasthuis
28 februari 1972

Dirk Durrer (Schiedam, 19 april 1918 - Amsterdam, 3 maart 1984) was een Nederlandse cardioloog en hoogleraar in de cardiologie aan de Universiteit van Amsterdam. Hij wordt gezien als een grondlegger van het cardiologisch onderzoek in Nederland en van de moderne elektrocardiologie wereldwijd.

## Biografie
Durrer werd geboren op 19 april 1918 in een arbeidersgezin in Schiedam. Hij begon aan zijn studie geneeskunde aan de Universiteit Leiden. Toen de Leidse universiteit tijdens de Tweede Wereldoorlog op last van de bezetters werd gesloten vervolgde hij zijn opleiding aan de Universiteit Utrecht, waar hij in 1943 zijn artsexamen aflegde, vlak voordat ook deze universiteit werd gedwongen haar deuren te sluiten. Hij begon te werken als arts in Rotterdam, waar hij in contact kwam met dr. R.L.J. van Ruyven. De cardiologie was destijds een nieuw specialisme in Nederland. Van Ruyven had bij de bekende cardioloog Wenckebach in Wenen gestudeerd en was de eerste Nederlandse hoogleraar die de cardiologie als leeropdracht had.
Durrer trad in 1946 in dienst van het Wilhelmina Gasthuis in Amsterdam, waar hij in 1947 staflid werd op de afdeling interne geneeskunde, op dat moment onder leiding van prof. P. Formijne. Formijne had een grote interesse in de cardiologie en zocht een medewerker die zich in dit nieuwe specialisme had bekwaamd. Dit werd Dirk Durrer.
Durrer ontmoette in 1949 de fysicus Henk van der Tweel, die de instrumenten zou ontwikkelen die Durrers werk in de jaren 1950-1970 mogelijk maakte.
Durrer promoveerde in 1952 summa cum laude aan de Universiteit van Amsterdam op een proefschrift over de elektrische activatie van de linkerventrikel van het hart. Hij werd in 1957 de eerste Amsterdamse hoogleraar in de cardiologie en was van 1957 tot 1984 tevens directeur van de afdeling cardiologie van het Wilhelmina Gasthuis, waar hij onder andere de destijds unieke 'eerste harthulp' oprichtte.
Durrer was een van de oprichters van het Interuniversitair Cardiologisch Instituut Nederland ICIN, tegenwoordig het Netherlands Heart Institute, waarvan hij 10 jaar lang directeur was.
Durrer was lid van diverse nationale en internationale adviescommissies en lid van vele wetenschappelijke organisaties, zoals
- de Koninklijke Nederlandse Akademie van Wetenschappen
- de Académie royale de médecine de Belgique.
- het Royal College of Physicians of Edinburgh, Honorary Fellow
- de British Cardiac Society
- het American College of Cardiology, Master Teacher
- de American Heart Association, Honorary Fellow of the Council of Clinical Cardiology
- de Medican Cardiac Society, Honorary Member
- het American College of Chest Physicians en

Hij was tevens redactielid van diverse wetenschappelijke tijdschriften.

## Werk
Toen Durrer aan zijn wetenschappelijke werk begon was de elektrische activatie van de hartspier alleen nog maar gemeten aan het oppervlak van het hart. Durrer zag de noodzaak van gedetailleerde metingen in de diepte van de spier. Op zijn initiatief werd de 'Durrernaald', Engels: Durrer needle, geconstrueerd: een naald van enkele centimeters en 1 mm dik, waarin tot wel twaalf meet-elektroden waren aangebracht, die ieder met een dunne draad via het inwendige van de naald waren verbonden met een versterker. Met deze naalden kon tegelijk de elektrische activiteit op verschillende diepten worden gemeten. De constructie van de naalden was een technisch hoogstandje dat niet alleen aan de uitzonderlijke handigheid van de instrumentmakers Mintjes en Tuinman te danken was, maar ook aan het enthousiasme van Durrer die de instrumentmakers zo ver kreeg het te proberen.
De ontmoeting tussen Durrer en Van der Tweel in 1949 leidde tot een langdurige samenwerking. Van der Tweel en zijn collega's werkten in 1949 aan apparatuur om het elektro-encefalogram te meten. Zij ontwikkelden voor Durrer versterkers en registratieapparatuur waarmee twee of meer elektrocardiogrammen tegelijk konden worden gemeten. Door een meet-elektrode steeds op dezelfde plaats te houden en de andere over het hart te bewegen kon de activatievolgorde van het hele hart worden vastgesteld. De vaste elektrode diende daarbij om de signalen van de bewegende elektrode te kunnen uitlijnen. Deze techniek werd met de durrernaalden verfijnd, tientallen naalden werden tegelijk in een hart gestoken en alle draden op een keuzeschakelaar werden aangesloten. Zo kon snel overgeschakeld worden tussen elektroden. Met de durrernaalden en de meerkanaals versterker werd de activatievolgorde in de harten van honden en geiten gemeten, en in enkele mensenharten, die destijds nog niet voor transplantatie konden worden gebruikt. Het werk aan de menselijke harten resulteerde in 1970 in het artikel Total Excitation of the Isolated Human Heart. Dit artikel wordt meer dan 2500 keer genoemd. Durrer publiceerde meer dan 500 artikelen, boeken, en conferentiebijdragen.
Durrer was een van de oprichters van het European Journal of Cardiology, nu het European Heart Journal.

## Eerbetoon
Durrer werd in 1962 hij toegelaten als lid van de Koninklijke Nederlandse Akademie van Wetenschappen, was ridder in de Orde van de Nederlandse Leeuw, ontving in 1983 de Distinguished Scientist Award van het American College of Cardiology en was commandeur in de Orde van de Finse Leeuw..
In Amsterdam bevindt zich in de zuidoosthoek van het Minervaplein het Professor Durrerplantsoen, waar ter nagedachtenis aan Dirk Durrer het Gedenkteken Prof. Dr. Dirk Durrer van Lucien den Arend is geplaatst.

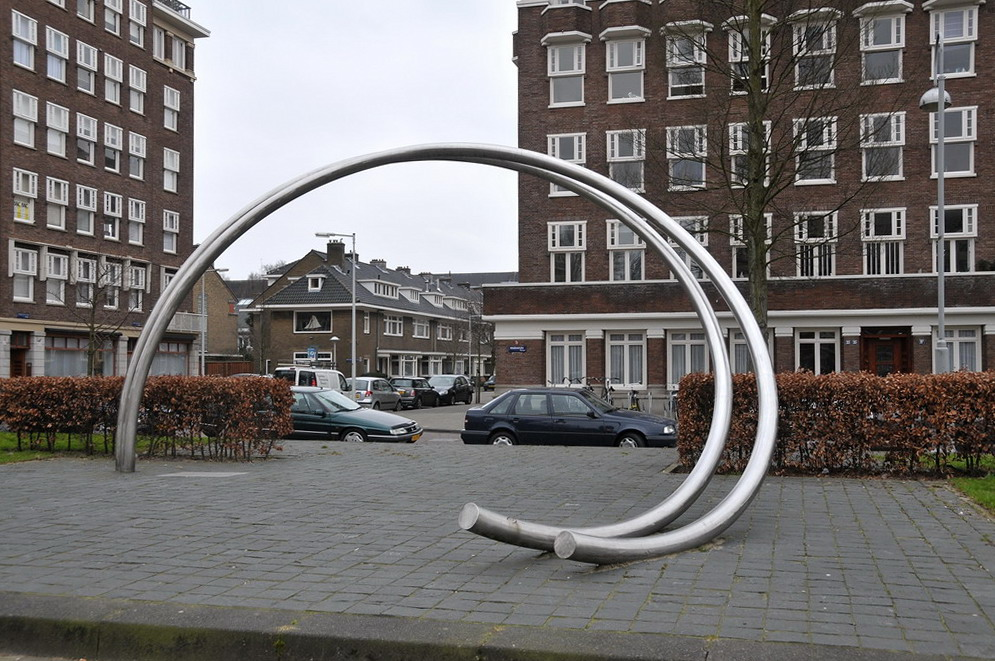
Monument voor Dirk Durrer op het Minervaplein in Amsterdam
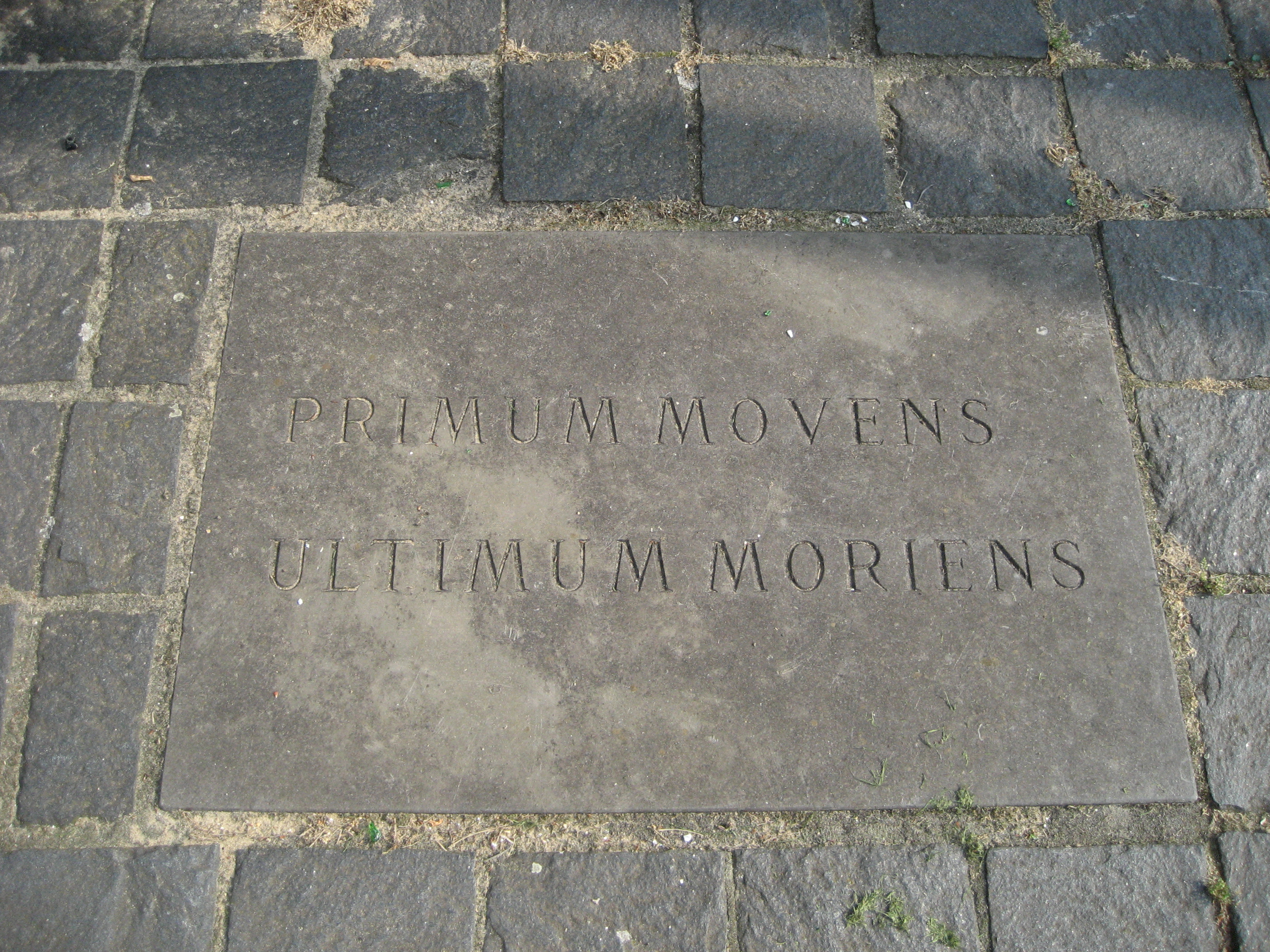
Primum movens ultimum moriens